# أموكسيسيلين/حمض الكلافولانيك
أموكسيسيلين/حمض كلافولانيك (بالإنجليزية: Amoxicillin/clavulanic acid) ويُعرف تجاريًا أوغمنتين. يربط حمض الكلافولانيك أنزيم بيتا لاكتاماز وبالتالي يحمي بصورة تنافسية الأموكسيسيلين ضد مقاومة ذراري الجراثيم المنتجة لبيتا لاكتاماز. يمتص كلاهما بصورة جيدة بعد إعطاء المستحضر عن طريق الفم ويتوزعان في الرئتين، والسائل الصفاقي ويفرغان بصورة رئيسية دون تغيير في البول.
ان الاثر الجانبي الأكثر شيوعا لهذا الدواء هو الإسهال والغثيان. لتخفيض احتمالات الإصابة بهذا الاثر الجانبي، وايضا لزيادة امتصاص الدواء فمن الموصى تناول الدواء مع الاكل..
هو على قائمة منظمة الصحة العالمية للأدوية الأساسية، وقائمة الأدوية الأكثر أهمية المطلوبة في النظام الصحي الأساسي. وقد تم تطوير أموكسيسيلين / حمض الكلافولانيك في شركة بيتشام الصيدلانية وتسويقه تحت الاسم التجاري أوجمنتين
قد يثير الاموكسيسيلين باضافة الحمض الكلاڤولاني تفاعلا ارجيا (Allergic reaction) لدى الاشخاص ذوي الحساسية للمضادات الحيوية من عائلة البينيسيلين والسيفلوسبورين (Cyphalosporin). قد يظهر هذا التفاعل الارجي بصورة حرارة مرتفعة، انتفاخ الفم واللسان، طفح جلدي، حكة وصعوبة في التنفس.

## الإستعمالات الطبية
- يستخدم هذا الدواء لمعالجة عدوى الجهاز البولي وعدوى الجهاز التنفسي
  - علاج التهابات أو عدوى الجهاز التنفسي السفلي، التهاب الأذن الوسطى، التهاب الجيوب الأنفية والتهاب الجلد.
- الالتهابات التي تسببها السلالات المنتجة لبيتا لاكتاماز مثل جراثيم الأشريكية القولونية، المستدمية النزلية، أنواع الكلبسيلة، والمكورات العنقودية الذهبية ، حيث لا يكون الأموكسيسيلين وحده مناسباً.
- التهاب الأذن الوسطى الحاد والتهاب الجيوب الحاد والتهاب القصبات المزمن في البالغين.
- ذات رئة الاستنشاقية، والخراجات الرئوية.
- العضات البشرية والحيوانية مع بروكاين بنزيل بنسيللين.
- التهاب الجهاز البولي الجرثومي .
- التهاب العظم والنقي الناجم عن جراثيم المستدمية النزلية أو ممرضات مجهولة في الأطفال بسن 5 سنوات أو أقل مع كلوكساسيللين ( (كلوكساسلينأو سيفترياكسون سيفترياكسون أو سيفوتاكسينسيفوكسيتين.
- الوقاية في الجراحة الملوثة.[5][6]

## موانع الاستعمال
فرط الحساسية المعروف للبنسيلينات.

## الاحتياطات
- يجب أن تتوفر التسهيلات لمعالجة التآقي عند استعمال البنسيلينات. يجب سؤال المرضى بعناية حول التفاعلات الأرجية السابقة قبل إعطاء الجرعة الأولى.
- إذا حصل طفح جلدي خلال المعالجة، أو لم يحصل تحسن خلال يومين، يجب تحول المريض إلى صنف مختلف من المضادات الجرثومية.
- الاستخدام خلال الحمل: ليس هنالك ما يدل على أن الأموكسيسيلين + كلافولينيك أسيد ماسخ يسبب اضرار، لذا يمكن استعماله.
- الاستخدام خلال الرضاعة : يفرز في حليب الام/ يمكن استعماله ولكن يستخدم بحذر.

## الأعراض الجانبية
تتفاوت تفاعلات فرط الحساسية بشدتها من طفح جلدي إلى تأق فوري. الطفح البقاعي الحطاطي الحمامي شائع ويحصل عادة خلال 3-14 يوماً من بدء المعالجة، يظهر أولاً على الجذع وينتشر فيما بعد للأطراف ليشمل معظم الجسم. يكون الطفح في معظم الحالات خفيفاً ويخمد بعد 6-14 يوماً رغم استمرار المعالجة.
من الأعراض الجانبية البسيطة وتشمل ألم في البطن، الإسهال، الغازات، الصداع، حرقة، الغثيان ، التقيؤ.
الإسهال السمية الكبدية تكون أكثر تواتراً مما بالاموكسيسيللين، يمكن أن يحصل إسهال كما ورد في التقارير عن التهاب الكلوة الخلالي، قلة العدلات وقلة الصفائح الدموية.
- الجرعات المفرطة: يمكن أن يسبب الإفراط بالجرعة اختلاجات، شلل، وحتى وفاة.
- التراكيز المفرطة في الدم يمكن تخفيضها بديال الدم.[6][7]